# Tommy Conway
Tommy Daniel John Conway (Taunton, Inglaterra, Reino Unido, 6 de agosto de 2002) es un futbolista británico que juega como delantero en el Middlesbrough F. C. de la English Football League Championship de Inglaterra.

## Selección nacional
Nació en Taunton, Inglaterra, pero calificó para jugar con la selección de Escocia a través de su abuelo paterno, que nació en Stirling.
El 4 de junio de 2024 recibió su primera convocatoria para la selección absoluta de Escocia, realizada por el técnico Steve Clarke en el equipo para la Eurocopa 2024, tras las lesiones de Lyndon Dykes y Ben Doak. Hizo su debut internacional tres días después, reemplazando a Lawrence Shankland en el minuto 63 del empate 2-2 en el amistoso contra Finlandia.

### Participaciones en Eurocopas
| Copa          | Sede     | Resultado    | Partidos | Goles |
| ------------- | -------- | ------------ | -------- | ----- |
| Eurocopa 2024 | Alemania | Primera fase | 0        | 0     |